# Belgrandia conoidea
Belgrandia conoidea е вид коремоного от семейство Hydrobiidae. Видът е застрашен от изчезване.

## Разпространение
Разпространен е във Франция.